# بول ديسماريه الثالث
بول ديسماريه الثالث هو شخصية أعمال كندي، ولد في عقد 1980.